# Solanum michoacanum
Solanum michoacanum är en potatisväxtart som först beskrevs av Friedrich August Georg Bitter, och fick sitt nu gällande namn av Per Axel Rydberg. Solanum michoacanum ingår i släktet skattor som ingår i familjen potatisväxter. Inga underarter finns listade i Catalogue of Life.